# Paul Scheffer
Pour l’article homonyme, voir Paul Scheffer (journaliste).
Paul Scheffer, né le 20 avril 1877 à Cassel et mort le 4 avril 1916 à Berlin, est un peintre allemand.

## Biographie
Scheffer étudie quatre ans à l'académie d'art de Cassel et un an à Düsseldorf, avant d'étudier en 1896 à l'académie des beaux-arts de Carlsruhe auprès de Robert Poetzelberger, puis de Viktor Weisshaupt dans l'atelier duquel il apprend surtout la peinture animalière et les paysages. Il s'initie également à la lithographie.
Scheffer retourne à Cassel en 1905, après la mort de Weishaupt. Il se fait connaître comme peintre animalier. Il est choisi pour décorer les fresques du nouvel hôtel de ville de Cassel, construit entre 1905 et 1908. Il y peint des paysans et des marchands se rendant au marché et des soldats. Il reçoit ensuite des commandes de nombreux bourgeois de Cassel pour faire leur portrait et prend comme modèles des paysans avec leur bétail. Il peint également entre 1912 et 1914 une fresque allégorique à la Stadthalle.
Scheffer se rend régulièrement en vacances à Willingshausen en Hesse pour peindre sur le motif, avec ses amis regroupés autour de Carl Bantzer. Des expositions sont organisées qui présente des œuvres inspirées de la vie paysanne de la région de la Schwalm. Il dessine nombre d'esquisses de paysans et paysannes en costume traditionnel de la Schwalm, dont il se sert ensuite pour peindre plusieurs tableaux.

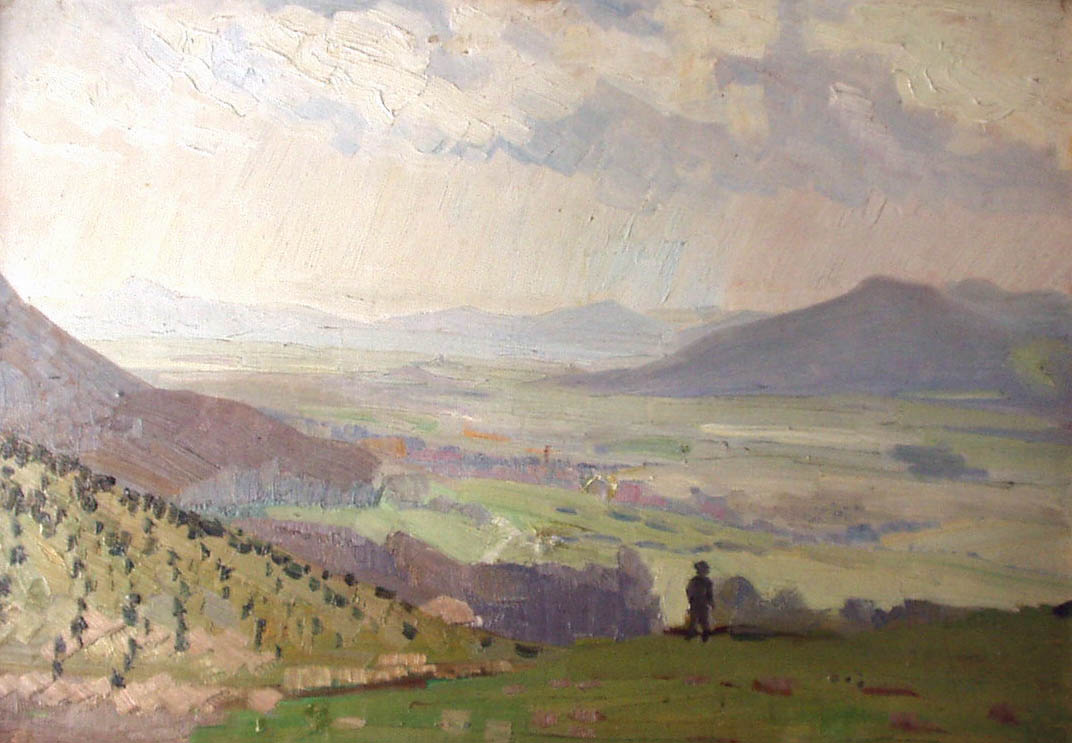
Paysage de Hesse

Il passe aussi des séjours en Angleterre où habitent ses beaux-parents. Il est fasciné par la mer, les falaises, le soleil, les nuages et la lumière de là-bas. Cependant, il préfère avant tout les paysages de la Hesse qu'il peint en toute saison avec ses petits villages entourés de champs sous un ciel traversé de nuages.
Paul Scheffer est également l'auteur de séries de lithographies dont des vues de Rotenburg.
Il est infirmier, puis soldat pendant la Première Guerre mondiale. Il est blessé à la bataille de Verdun et il est rapatrié à Berlin, où il meurt au bout de quelques semaines des suites d'une opération, à l'âge de trente-neuf ans.

## Quelques œuvres

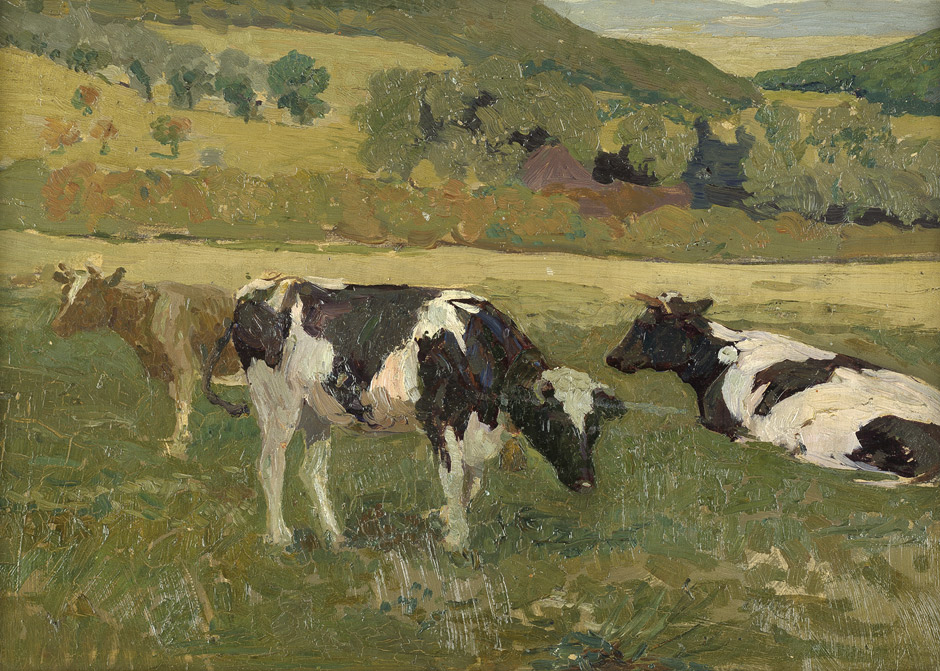
Troupeau de vaches (1904)
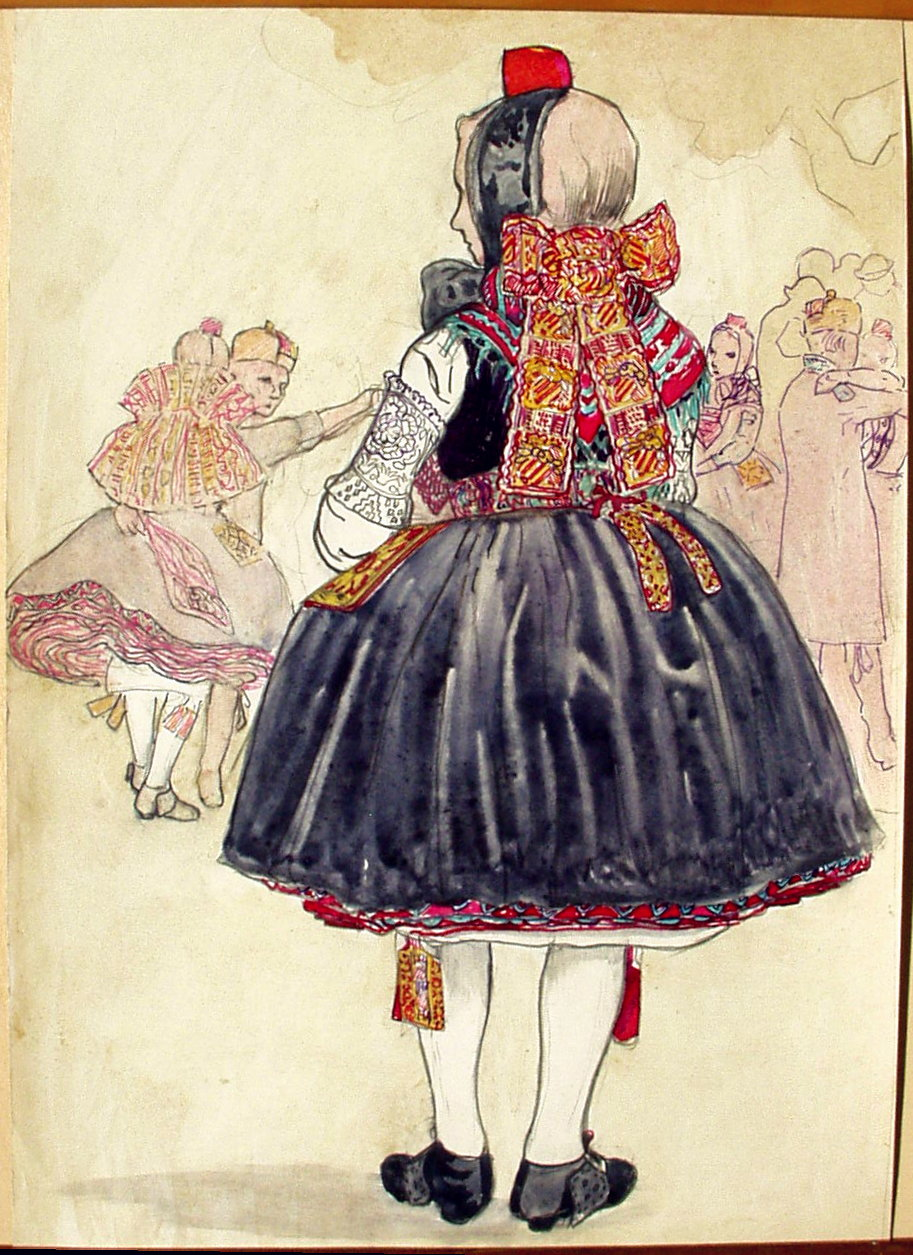
Jeune paysanne en costume de la Schwalm
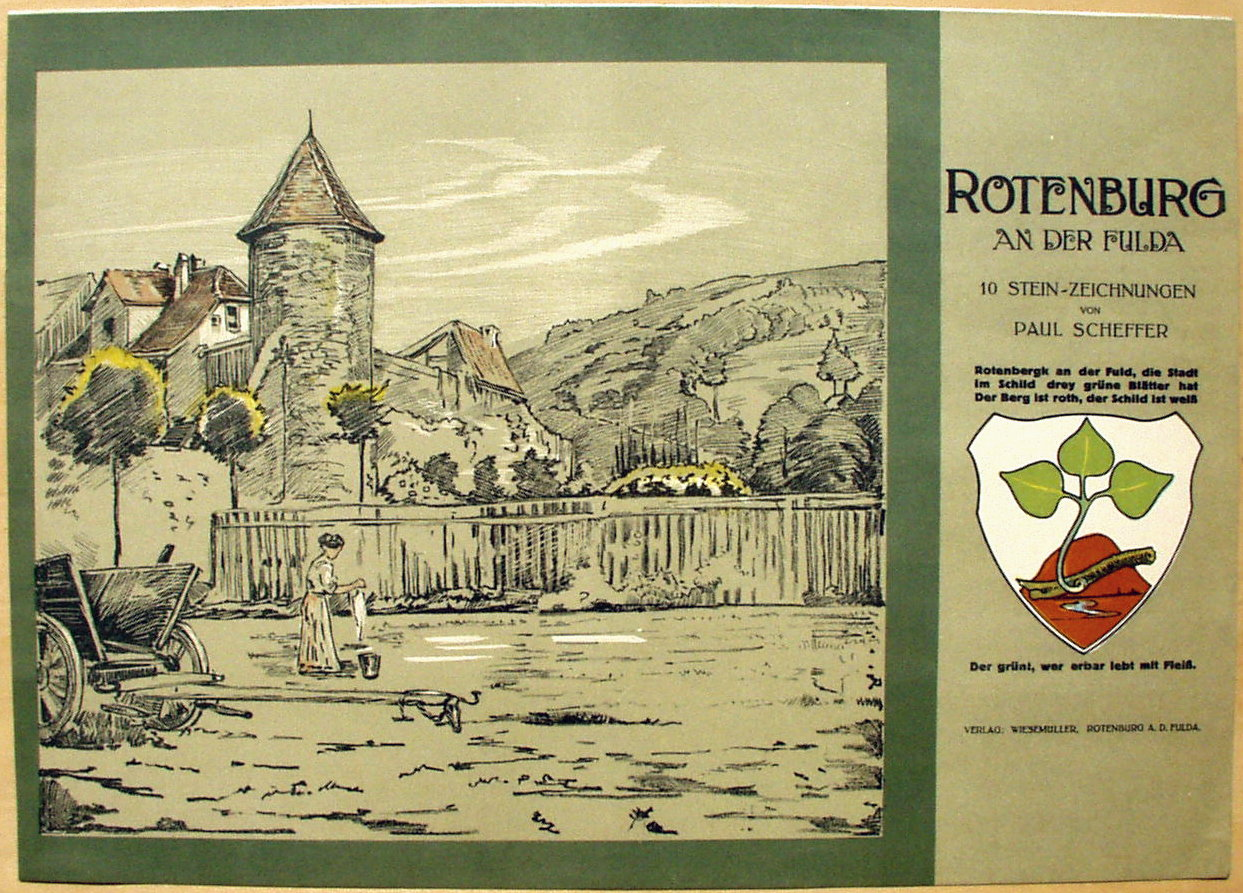
Page de couverture des vues de Rotenburg

## Source
- (de) Cet article est partiellement ou en totalité issu de l’article de Wikipédia en allemand intitulé « Paul Scheffer (Maler) » (voir la liste des auteurs).